# Heitor dos Prazeres (film)
Heitor dos Prazeres è un documentario del 1966 diretto da Antonio Carlos da Fontoura e dedicato al musicista Heitor dos Prazeres.

## Produzione
Il film, un documentario di tredici minuti, fu prodotto dalla Canto Claro Produções Artísticas.